# Фиджи на олимпийските игри
Фиджи дебютира на Олимпийски игри през 1956 в Мелбърн и участва във всички летни игри с изключение на игрите през 1964 и 1980 г.
Тихоокеанската островна страна е сред малкото държави от Океания, които са участвали в зимни олимпийски игри. Тя изпраща свои спортисти на зимните игри през 1988, 1994 и 2002 г. Страната е и сред малкото океански държави, класирала свои спортисти на олимпиада по право, а не чрез уайлд кард.
Олимпийският комитет на Фиджи е сред най-старите в регион Океания. Признат е от Международния олимпийски комитет през 1955 г.
Фиджи няма спечелен олимпийски медал.